# Sèrie 100 de Renfe

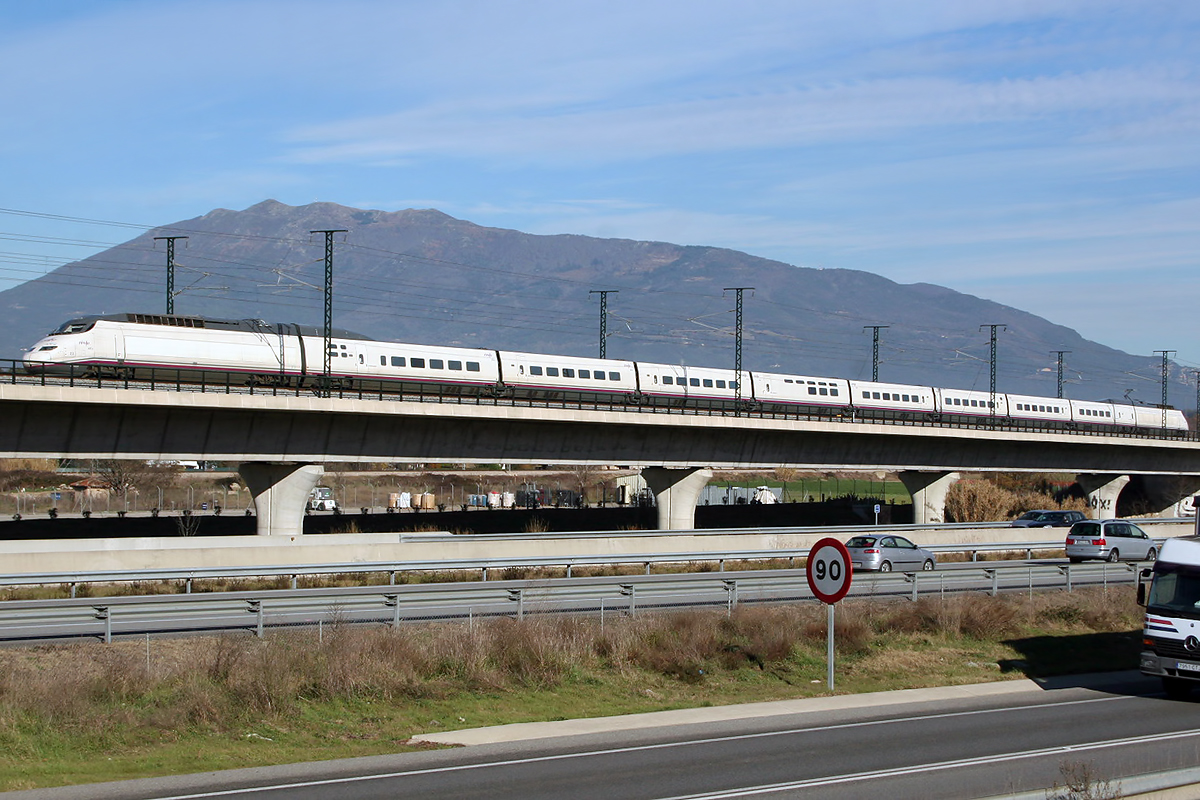
AVE Serie 100 (Lyon - Barcelona) - AP7 Llinars del Vallès (11653427114)

La sèrie 100 de Renfe és la primera sèrie de trens d'alta velocitat de Renfe. Aquest tren és al que sempre se li ha denominat com a AVE, acrònim d'Alta Velocitat Espanyola, a més el seu nom és un joc de paraules en el qual es compara al tren amb la família de les aus, però la veritat és que AVE és el nom del servei d'alta velocitat de Renfe Operadora i amb l'arribada de nous models de trens d'alta velocitat utilitzar el terme AVE per referir-se a un tren pot portar a error.

## Descripció
La sèrie 100 està fabricada per Alstom que deriva directament del TGV Atlantique francès, està composta per 2 caps tractors de 4.440 kW de potència amb 2 bogies motoritzats cadascuna (total 4) i 8 remolcs artículats amb bogie compartit de suspensió secundària pneumàtica (SR10), amb el que el tren suma 13 bogies, 4 de les 2 tractores i 9 dels 8 remolcs. A diferència del model francès, est té ASFA 200 i LZB 80 com a sistemes de senyalització, a més en el 2004 es van incloure a 9 d'aquests trens el sistema ERTMS, 8 remolcs en comptes de 10, sistemes de refrigeració adaptats a les temperatures d'Espanya, així com un disseny interior i exterior alguna cosa diferent.

## Història
Aquesta sèrie va viure en la seva adjudicació tots els canvis i decisions preses en el procés de creació de la xarxa d'alta velocitat espanyola. Encara que en un inici s'anava a construir un nou accés ferroviari a Andalusia, el famós N.A.F.A. (Nou Accés Ferroviari a Andalusia), d'ample ibèric (1668 mm), a última hora es va canviar, per la qual cosa la previsió inicial d'adquirir 24 unitats d'ample ibèric es va canviar a 16 unitats d'ample internacional, que es van rebre entre 1991 i 1993, ja que no es necessitarien tants trens, i finalment després de diverses modificacions en el contracte i una indemnització pels ajornaments es van lliurar les últimes 8 unitats, 2 de les quals eren d'ample internacional i 6 d'ample ibèric. Aquestes 6 últimes van formar la Sèrie 101 de Renfe que prestaven el servei Euromed de Renfe, pel corredor mediterrani.
Aquesta sèrie, concretament el tren 100-015, va aconseguir un dels rècords de velocitat més importants a Espanya, aconseguint els 356,8 km/h sense amb prou feines fer modificacions en ell, sent superat 15 anys després pel S-103 (Siemens Velaro E) que va aconseguir els 403,7 km/h també sense modificacions. El S-100 ja havia aconseguit anteriorment gairebé els 330 km/h en el procés d'homologació a 300 km/h. També va ser usada per realitzar proves amb cotxes de Talgo.
Aquesta sèrie ha circulat pràcticament sempre per la LAV Madrid-Sevilla, encara que també ha estat donant servei al corredor nord-est (LAV Madrid-Saragossa-Barcelona-França) fins a la posada en servei de la Sèrie 102 de Renfe. Les unitats que han circulat per aquestes vies han sofert un canvi de pantògraf, així com la instal·lació del sistema de senyalització ERTMS.
En 2007, després de 15 anys en servei, la meitat de la vida útil pronosticada, aquesta sèrie ha sofert una reforma interior i exterior per adequar-se més a les noves necessitats dels viatgers i donar un aspecte més nou.
El gener de 2011, Renfe va adjudicar a Alstom l'adaptació de 10 composicions de la sèrie 100 per a la seva futura explotació en la línia d'Alta Velocitat entre Barcelona-París per 29,7 milions d'euros. La transformació permetrà que els trens puguin circular en trams d'1,5 KV (cc).
També s'augmenta el nombre de places dels trens fins a 347 en eliminar la classe club i es completa la senyalització i el sistema de comunicacions en cabina per als sistemes francesos. Els primers trens AVE adaptats han d'estar llests per a la seva explotació a la tardor de 2012.
Addicionalment a aquesta adjudicació, Renfe Operadora va adjudicar també la implantació del sistema ERTMS, i la supressió de la classe club en els altres 14 trens de la sèrie 100 per un import de 5,7 milions d'euros.